# Rybniště
Rybniště (en allemand : Teichstatt) est une commune du district de Děčín, dans la région d'Ústí nad Labem, en Tchéquie. Sa population s'élevait à 655 habitants en 2021.

## Géographie
Rybniště se trouve à 25 km au nord-est de Děčín, à 41 km au nord-est d'Ústí nad Labem et à 90 km au nord de Prague.
La commune est limitée par Krásná Lípa et Varnsdorf au nord, par Horní Podluží et Jiřetín pod Jedlovou à l'est, par Kytlice au sud, et par Chřibská à l'ouest.

## Histoire
La partie la plus ancienne du village, Chřibská Nová Ves, a été fondée en 1475.

## Galerie

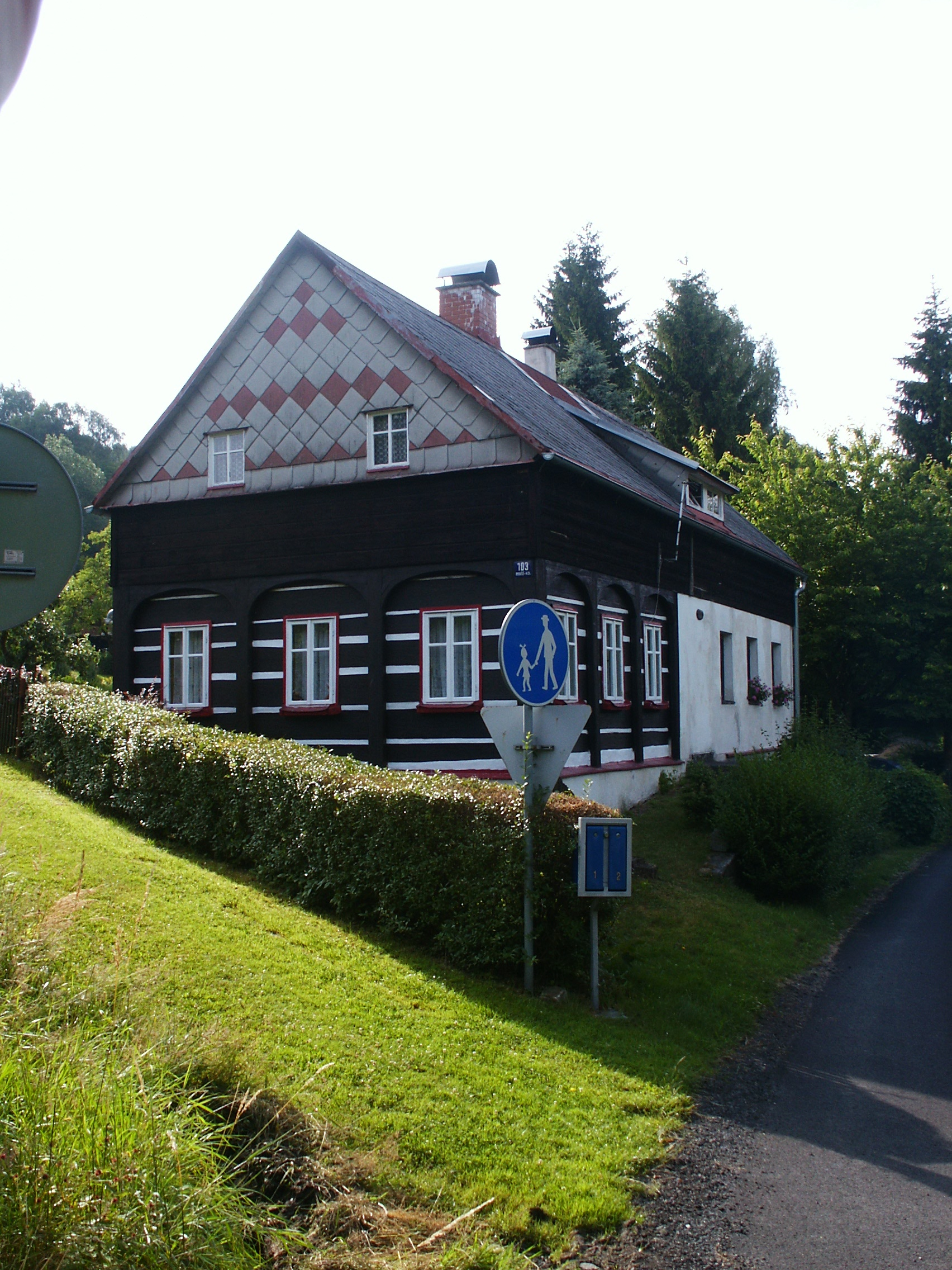
Nova Chribska.
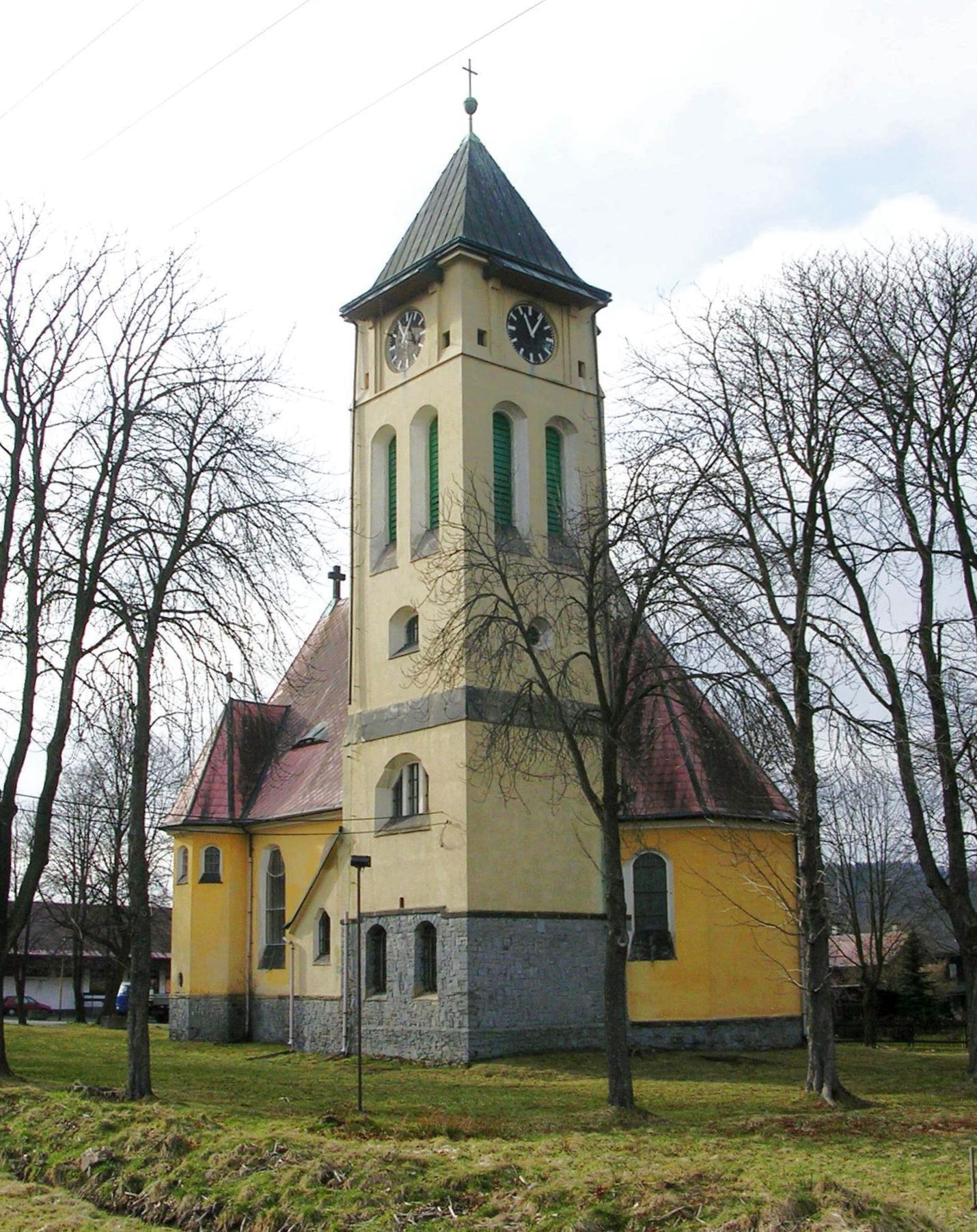
Chapelle Saint-Joseph.
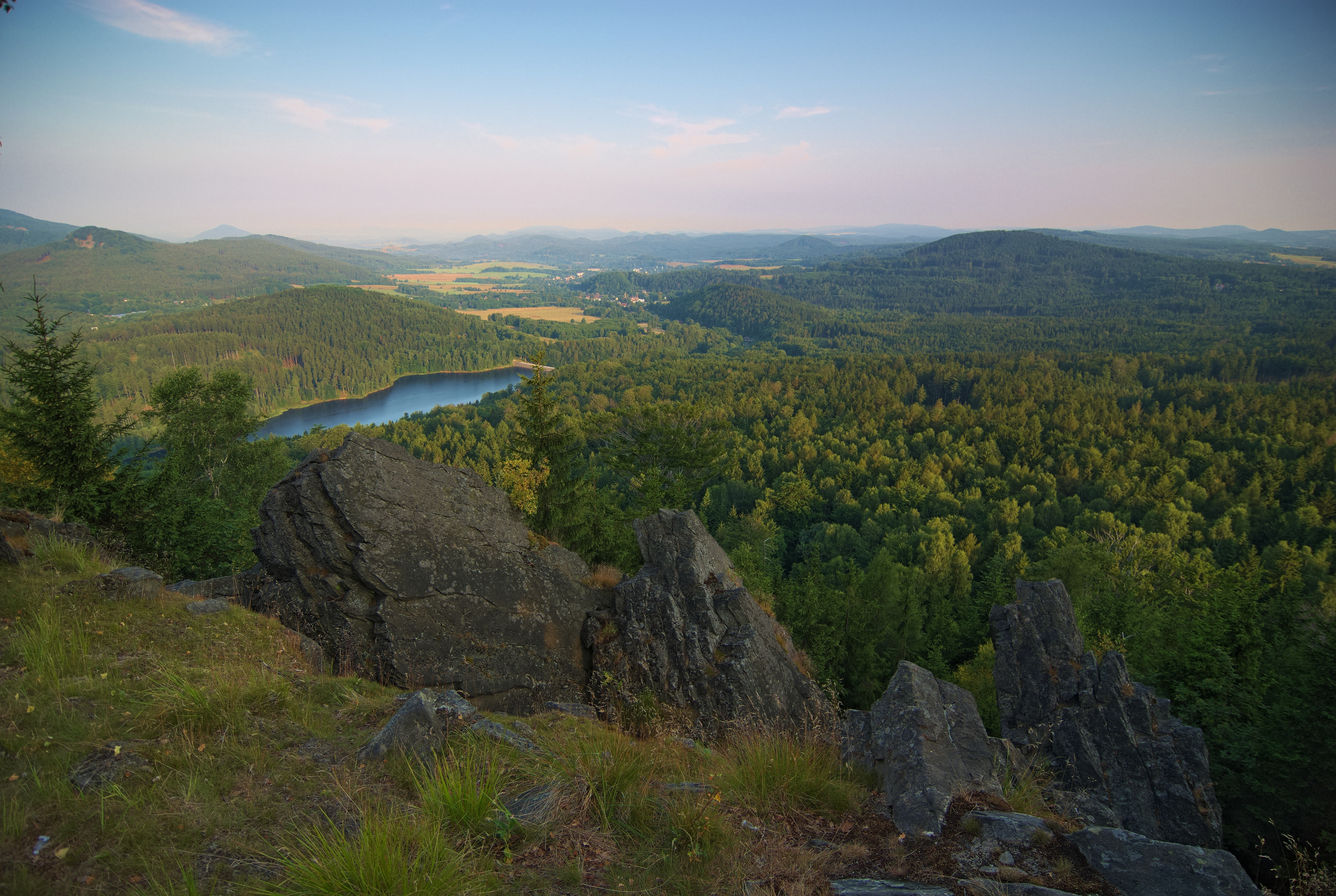
Réservoir de Chřibská.

## Administration
La commune se compose de deux quartiers :
- Nová Chřibská
- Rybniště

## Transports
Par la route, Rybniště se trouve à 31 km de Děčín, à 57 km d'Ústí nad Labem et à 123 km de Prague.